# Luis Miqueles
Luis Héctor Miqueles Caridi (Chillán, 30 de julio de 1911-Santiago, 12 de agosto de 2000) fue un militar chileno que tuvo el grado de general de ejército y fue comandante en jefe entre 1967 y 1968.

## Carrera militar
En 1929 egresó de la Escuela Militar como alférez del arma de ingenieros, pero en 1953 se cambió al arma de telecomunicaciones cuando era teniente coronel. Debido a lo anterior, estuvo destinado principalmente en unidades de ingenieros, llegando a comandar el Regimiento de Ingenieros n.º 1 "Atacama".
Fue subdirector de la Escuela Militar y director de la Escuela de Telecomunicaciones (1956 y 1958, respectivamente). También fue agregado militar en la embajada de Chile en Argentina.
En 1964 fue ascendido al grado de general de brigada. Luego, como general de división, fue nombrado jefe del Estado Mayor del Ejército y el 5 de julio de ese mismo año fue promovido al cargo de comandante en Jefe del Ejército, el cual ejerció hasta el 3 de mayo de 1968. Durante su gestión dio un gran impulso al arma de telecomunicaciones, estructurando diversas unidades del arma, la más joven del Ejército de Chile.
Durante su carrera se especializó en el área de geografía militar, haciendo clases en la Escuela Militar y en la Escuela Naval.

### Antecedentes militares
- 1928: Cadete de la Escuela Militar
- 1929: Alférez
- 1930: Subteniente
- 1935: Teniente
- 1941: Capitán
- 1946: Mayor
- 1952: Teniente coronel
- 1958: Coronel
- 1964: General de Brigada
- 1967: General de División
- 1967: Comandante en jefe del Ejército.

## Vida posterior
Integró el Consejo de Estado entre 1988 y 1990.
Falleció el 13 de agosto de 2000 en el Hospital Militar de Santiago, a la edad de 89 años.